# Cantó de Cambrai-Oest
El cantó de Cambrai-Oest és una divisió administrativa francesa, situada al departament del Nord i la regió dels Alts de França.

## Composició
El cantó de Cambrai-Oest aplega les comunes següents :
- Abancourt
- Aubencheul-au-Bac
- Bantigny
- Blécourt
- Cambrai
- Cuvillers
- Fontaine-Notre-Dame (Nord)
- Fressies
- Haynecourt
- Hem-Lenglet
- Neuville-Saint-Rémy
- Paillencourt
- Proville
- Raillencourt-Sainte-Olle
- Sailly-lez-Cambrai
- Sancourt
- Tilloy-lez-Cambrai

## Història
| Date d'elecció                        | Identitat               | Partit        |
| ------------------------------------- | ----------------------- | ------------- |
| 1988 - 2002                           | François-Xavier Villain | Unió pel Nord |
| 2002-                                 | Jean-Jacques Segard     | Divers droite |
| Les dades anteriors no són conegudes. |                         |               |
|                                       |                         |               |

## Demografia
| 1962 | 1968   | 1975   | 1982   | 1990   | 1999   | 2006   |
| ---- | ------ | ------ | ------ | ------ | ------ | ------ |
| -    | 13.423 | 14.208 | 16.262 | 16.917 | 16.773 | 39.505 |